# Patricia Zavala
Patricia Reyina Zavala Nicoloso (Punto Fijo, Estado Falcón, 6 de enero de 1985) más conocida como Patricia Zavala, es una modelo, actriz, empresaria, ex-reina de belleza, filántropa, comunicadora social y presentadora de televisión venezolana participante del Miss Venezuela 2009 y ganadora del título Chica E! Venezuela 2010.

## Biografía y Carrera
Patricia nació en la ciudad de Punto Fijo, al norte del Estado Falcón en Venezuela. Es modelo profesional y comunicadora social que comenzó su vida en el medio artístico mediante su participación en el Miss Venezuela 2009 donde representó al Estado Vargas, sin embargo no clasificó en el cuadro de finalistas. Posteriormente en 2010 participa en el certamen "Chica E! Venezuela" donde resulta ganadora, siendo su mayor éxito en el medio. Como parte de sus resposabilidades con el canal, fue la corresponsal en Caracas para "E! Latin News", con un programa que revela las noticias  relacionadas con los artistas latinos del momento. Adicionalmente, colaboró para la presentación de otras ediciones "E! Fashion Week". También animó la Semana Internancional de la Moda de Bogotá, Colombia.
Zavala es la presentadora de un programa llamado "Coffee Break", una producción de entrevistas de media hora que la ha llevado a compartir un café con personalidades del mundo artístico como George Clooney, Sofía Vergara, Daniel Radcliffe, Jennifer Aniston, Katy Perry, Khloé Kardashian, Nicole Kidman, Sandra Bullock, Taylor Swift, Matt Damon, Jared Leto, Rihanna; entre otras.
En el 2014 obtuvo una aparición en el vídeo de James Blunt "Postcards". Además, tuvo una participación especial en la serie How I Met Your Mother como Chantal.
En el 2019 Protagonizó junto con Nicky Jam el Videoclip " No Me Hagas Daño" del Cantante Ricardo Montaner.
Fue la encargada de amenizar la competencia en traje de gala en la segunda edición del Miss Earth Venezuela 2018 con su más reciente producción musical "One Kiss" tema de su programa "Kiss Bang Love".

## Filmografía
| 2014 | How I Met Your Mother | Chantal |

### Programas de televisión
| Año       | Programa                            | Rol                       | Canal              |
| --------- | ----------------------------------- | ------------------------- | ------------------ |
| 2022-2024 | De noche pero sin sueño             | Presentadora              | TelevisaUnivision  |
| 2019      | Venezuela Aid Live                  | Presentadora              | Varios Canales     |
| 2017-2019 | #ERedAlert - Suelta la sopa         | Presentadora              | Telemundo          |
| 2017-2018 | Kiss Bang Love                      | Presentadora              | E! (Latinoamérica) |
| 2013-2015 | Alfombra Roja - Golden Globe Award  | Entrevistadora            | E! (Latinoamérica) |
| 2013      | Alfombra Roja - Miss Venezuela 2013 | Entrevistadora            | E! (Latinoamérica) |
| 2012      | E! Latin News                       | Presentadora corresponsal | E! (Latinoamérica) |
| 2011-2015 | Coffee Break                        | Presentadora              | E! (Latinoamérica) |
| 2010      | Chica E! Venezuela 2010             | Participante (Ganadora)   | E! (Latinoamérica) |
| 2010      | Miss Venezuela 2010                 | Candidata (Miss Vargas)   | Venevision         |

### Vídeoclip
| Año  | Título           | Artista          | Rol    |
| ---- | ---------------- | ---------------- | ------ |
| 2014 | PostCards        | James Blunt      | Modelo |
| 2018 | Sobredosis       | Romeo Santos     | Modelo |
| 2019 | No me hagas Daño | Ricardo Montaner | Modelo |